# Adelshofen, Mittelfranken
Adelshofen är en kommun och ort i Landkreis Ansbach i Regierungsbezirk Mittelfranken i förbundslandet Bayern i Tyskland.
Kommunen ingår i kommunalförbundet Rothenburg ob der Tauber tillsammans med kommunerna Gebsattel, Geslau, Insingen, Neusitz, Ohrenbach, Steinsfeld och Windelsbach.